# 강릉 금강산성
금강산성(金剛山城)은 대한민국 강원특별자치도 강릉시 연곡면에 있는 산성이다. 1984년 6월 2일 강원특별자치도의 문화재자료 제47호로 지정되었다.

## 개요
강원도 소금강산 구룡폭포에서 왼쪽으로 산기슭을 따라 올라가면서 돌로 쌓은 성으로, 아미산성 또는 만월성이라 불린다. 전설에 의하면 신라의 마의태자가 쌓았다고 하며, 고려 충숙왕의 사위인 최문한의 아들 최극임이 의병을 이끌고 성을 쌓았다고도 한다.
구룡폭포의 동·서쪽 능선을 따라 쌓은 성으로, 동쪽의 성벽은 소금강산의 정상부를 거쳐 다시 계곡까지 약 3km에 걸쳐 있으나, 서쪽의 성벽은 폭포 부근에만 약 400m정도 나타난다. 동쪽 성벽은 남·서쪽으로 뻗는 산기슭을 따라 약 400m의 성벽이 남아있고, 정상부에서 서쪽으로 뻗은 산기슭을 따라 약 700m의 성벽이 따로 쌓여있다. 이 성은 2∼3겹으로 이루어진 특이한 형태를 보이고 있으며, 성의 남·서쪽에는 성을 쌓은 흔적이 전혀 발견되지 않는다. 성벽의 크기는 곳에 따라 다르며 높이 1∼2m, 상부의 폭 1m이다.
성 안에는 건물터로 추정되는 평탄한 대지가 여러 곳에서 보이지만, 토기나 기와조각 등 유물은 발견되지 않으며, 성 주위에는 연병장, 수양대, 망군대, 사형대로 불리는 곳이 있다.

## 참고 자료
- 금강산성 - 국가유산청 국가유산포털